# Matka

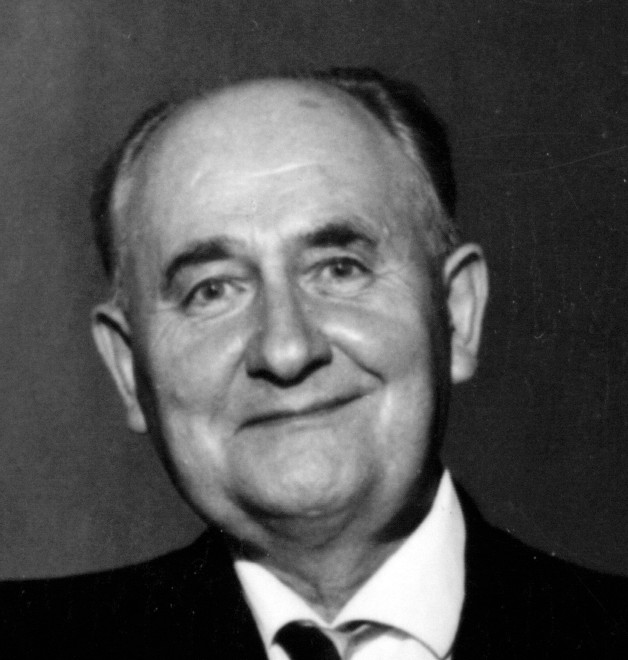
Alois Hába.

Matka (Modern) är en tjeckisk opera i tio scener med musik och text av Alois Hába.

## Historia
Hába studerade komposition för Vítězslav Novák i Prag åren 1914-15 och för Franz Schreker i Berlin 1920-22. Under studieåren i Wien 1917-20 kom han i kontakt med Arnold Schönbergs tolvtonsmusik. Samtidigt utvecklade han ett intresse för sitt mähriska hemlands folkmusik och då särskilt de mikrotonala folksånger han hörde på landsbygden. Ur detta skapade han en idé om kvartstoner som han skulle komma att propagera för i sina verk och skrifter. 
Emedan Hába komponerade flera verk i halvtonal stil är han mest känd för sina kvartstonala verk såsom operan Matka. Hans andra opera, Nová země (Det nya landet) (1936), var skriven med sjättedelstoner som bas.
Operan Matka hade premiär den 17 maj 1931 på Staatstheater am Gärtnerplatz i München under ledning av Hermann Scherchen. Först den 5 maj 1947 hade verket premiär i Prag.

## Personer
- Křen, bonde (tenor)
- Maruša, hans hustru (sopran)
- Francka, ett av Křens barn från första äktenskapet (sopran)
- Nanka, ett av Křens barn från första äktenskapet (mezzosopran)
- Maruša, ett av Křens barn från första äktenskapet (soprano)
- Francek, ett av Křens barn från första äktenskapet (tenor)
- Vincek (tenor)
- Marušas fader (bas)
- Svägerskan (sopran)
- Svågern (bas)
- Prästen (tenor)
- Första gråterskan (sopran)
- Andra gråterskan (sopran)

## Handling
Operan börjar med en gråtscen för en död moder. Francek Křens hustru har dött och han är i behov av en ny som kan ta hand om hans sex barn. Maruša, titelns moder, uppfyller denna roll och föder honom fyra nya barn.